# Ashley Graham (Resident Evil)
Ashley Graham (アシュリー・グラハム Ashurī Gurahamu?) es un personaje de la serie de videojuegos de survival horror Resident Evil creada por la compañía japonesa Capcom. Introducida en el videojuego de 2005 Resident Evil 4, es la hija del presidente en funciones de los Estados Unidos del juego. Es retenida cautiva brevemente por el culto español Los Iluminados como un medio para ganar influencia sobre el presidente de los Estados Unidos antes de ser rescatada por el protagonista del juego, Leon S. Kennedy.
Ashley fue diseñada originalmente por el diseñador de juegos Yasuhisa Kawamura como un personaje jugador importante en la versión original de Resident Evil 4. Su papel cambió al de un personaje compañero indefenso luego de un importante cambio estructural en el equipo de desarrollo que llevó a la cancelación de la versión original de Resident Evil 4. Su caracterización en el videojuego original ha recibido una recepción mayoritariamente negativa por parte de las publicaciones de videojuegos, y muchos cuestionan su relevancia como damisela en apuros estereotipada o su utilidad como personaje secundario. En el remake de 2023, fue recibida de manera más positiva después de ser rediseñada para tener una experiencia más placentera al escoltarla.

## Concepto y diseño
Ashley fue creada originalmente como un personaje sin nombre, al que el diseñador del juego Yasuhisa Kawamura se refería simplemente como «Chica». «Chica» estaba destinada a ser el segundo personaje jugable de la versión inicial de Resident Evil 4. Los escenarios que presentan al personaje fueron escritos para las configuraciones «Castillo», «Alucinación» y «Zombi». En el escenario «Castillo», se suponía que ella era un sujeto de prueba retenido contra su voluntad dentro de un laboratorio subterráneo debajo de un castillo. Con la ayuda de un perro entrenado para seguir sus órdenes, logra escapar. Tras la edición de 2002 de la exposición Tokyo Game Show, el guion del juego «Castillo» de Kawamura y Noboru Sugimura fue descartado, aunque Kawamura siguió con un nuevo guion basado en la misma historia.
El desarrollo se reinició con una versión del guion de construcción «Castillo» proporcionado por Sugimura cuando Shinji Mikami asumió como director del proyecto a fines de 2003; la versión original de Resident Evil 4 que estaba en desarrollo fue abandonada. «Chica» fue reelaborada como la hija del presidente de los Estados Unidos, a quien el personaje del jugador Leon S. Kennedy debe buscar y rescatar. Está escrita como una compañera «muy débil y frágil» a quien el jugador debe guiar y ayudar a superar obstáculos y proteger de los enemigos. Ashley está controlada predominantemente por inteligencia artificial, pero se le puede indicar que espere o se esconda, y hay ciertos segmentos narrativos del juego que se juegan desde su perspectiva.
En el remake de Resident Evil 4, el equipo se propuso ampliar la caracterización de Ashley y su relación con Leon. A diferencia del original, a Ashley no se la puede dejar sola y siempre seguirá a Leon, aunque se le puede decir que se quede cerca o mantenga la distancia. Yasuhiro Ampo, codirector del remake, explicó el cambio: «Como personaje, queríamos tenerla a tu lado para que dejara una impresión, y como juego, tenerla escondida mientras ibas y peleabas en el original era divertido en algunos sentidos. Pero tener un personaje como Ashley y luego hacerla desaparecer básicamente por un tiempo se sintió como un desperdicio. Queríamos evitar eso en el remake». La barra de salud de Ashley también fue eliminada; sin embargo, caerá después de recibir demasiados golpes, y Leon debe revivirla para continuar. También puede ser recogida y llevada por los enemigos, y si la llevan demasiado lejos de Leon sin ser salvada, el juego termina. Su atuendo y diseño general fueron modificados para parecer y actuar más como una verdadera compañera que como una damisela en apuros.
Carolyn Lawrence, quien prestó su voz a Ashley Graham en la versión en inglés de Resident Evil 4, describió a su personaje como «vulnerable, porque Leon tiene que acudir a su rescate todo el tiempo». En junio de 2022, la modelo neerlandesa Ella Freya reveló públicamente que es la modelo de rostro de Ashley en el remake de Resident Evil 4, mientras que Genevieve Buechner prestó su voz.

## Apariciones

### EnResident Evil 4
Ashley Graham es la hija del recién elegido presidente de los Estados Unidos. Ella es secuestrada por Jack Krauser cuando regresa a su casa desde Massachusetts y mantenida cautiva por Los Illuminados en un pueblo europeo. El objetivo inicial de Leon S. Kennedy es encontrarla y rescatarla. Después de encontrarla, queda claro que le han implantado un parásito Plaga como parte del plan del culto para obtener el control de ella antes de devolverla a los Estados Unidos.
El resto del juego trata sobre Leon y Ashley intentando descubrir una solución para deshacerse de los parásitos dentro de sus cuerpos antes de que Osmund Saddler se apodere de ellos. Después de eliminar a Saddler, Leon y Ashley escapan de la isla (que se hunde) con una moto acuática dejada por Ada Wong. León rechaza gentilmente la invitación de Ashley de visitarla en su casa. Posteriormente, ambos son detenidos por agentes del gobierno estadounidense y puestos bajo custodia para ser interrogados.
Ashley también aparece en el remake de 2023 de Resident Evil 4. Fue reelaborada a través de su juego durante ocho minutos en comparación con Leon, eliminando su barra de salud y permitiéndole revivir después de ser incapacitada. El jugador ahora también puede controlar a Ashley, ya sea para darle algo de espacio a Leon durante una pelea, o para que se quede cerca de él para ser más práctica, a diferencia del original que solo usaba comandos de esperar o seguirlo. Tiene docenas de atuendos que se pueden desbloquear después de que los jugadores hayan comprado CP luego de completar su primera partida.

### Otras apariciones
Una foto enmarcada de Ashley Graham se vislumbra brevemente en la miniserie animada de Netflix de 2021 Resident Evil: Infinite Darkness, ambientada después de los eventos de Resident Evil 4. Su padre, el presidente Graham, es un personaje importante en Infinite Darkness. En 2023, antes del lanzamiento del remake de Resident Evil 4, Capcom lanzó un anime promocional de Resident Evil Masterpiece Theatre, que representa la historia de Leon y Ashley. Su atuendo también aparece en Dead Rising Deluxe Remaster (2024) para Frank West.

## Recepción
La aparición de Ashley en el juego original recibió una recepción mayoritariamente negativa. Muchos medios de comunicación especializados en videojuegos la han criticado como uno de los peores o más molestos personajes de videojuegos. Toadette Geldof de Vice la describió como uno de los personajes de videojuegos más patéticos de todos los tiempos, comentando que «Es tan patética que ni siquiera puede caminar por sí sola, así que tienes que llevarla a caballito y luego volver a dejarla en el suelo cada vez que necesitas matar algo». En Tropes vs. Women in Video Games, la crítica de medios feminista Anita Sarkeesian también describió a Ashley como una damisela en apuros que parece indefensa, argumentando que defenderla causaba mucha frustración a los jugadores. Samara Summer de GamePro deseó que Ashley no apareciera en el remake de Resident Evil 4, comentando que «No puede pelear, no puede liberarse y ni siquiera puede buscar un escondite por sí sola. Con sus gritos tampoco me motiva a ayudarla». Por el contrario, Shacknews citó a Ashley como una de sus compañeras de videojuego favoritas, diciendo que «Cuando estás a cargo de ella, está perfectamente contenta de esconderse en un contenedor de basura mientras eliminas a los enemigos. Ojalá todos los compañeros fueran tan agradables». Andrei Nae de Immersion, Narrative, and Gender Crisis in Survival Horror Video Games dijo que Ashley Graham encarna plenamente el rol de género de damisela en apuros con sus constantes súplicas a Leon Kennedy para que la ayude, mientras que Bernard Perron de The World of Scary Video Games: A Study in Videoludic Horror sintió que algunos personajes, como Ashley, han sido erotizados en los que puede cambiar su uniforme de colegiala por un traje de estrella blanca que «resalta sus pechos».
Los críticos también han elogiado la interpretación del personaje en el remake de 2023, destacando que es una damisela en apuros menos sexualizada. Elijah Beahm de DualShockers elogió su capítulo en el que era jugable, comentando que ahora tiene la oportunidad de demostrar su verdadera competencia en lugar de solo una capacidad latente para hacer girar viejas máquinas extremadamente rápido y accionar interruptores como lo hizo en el juego inicial. Al mismo tiempo, Vixal Plane pensó que Ashley merecía un DLC o un juego independiente. Jade King de TheGamer señaló que el remake evitó sexualizar a Ashley, incluso eliminando la posibilidad de que los jugadores miraran debajo de su falda. De manera similar, Ashley Bardhan de Kotaku elogió el nuevo modelo de personaje de Ashley, especialmente la decisión de reemplazar su falda con una falda pantalón, pero criticó la falta de mejora general en su caracterización. Sin embargo, Jade King de TheGamer no estuvo de acuerdo, argumentando que había mejorado sustancialmente como personaje. Joseph Yaden de Inverse y Ed Smith de PCGamesN notaron que Ashley había pasado de ser una damisela indefensa en apuros a ser más una compañera.
Ashley se ha convertido en un meme de Internet en Twitter conocido como «Moushley», que surge a partir de una pieza de fanart que representa a Ashley como un ratón y que fue compartida por los fanáticos. Además han creado varios mods que la involucran. Capcom también lo reconoció, y la cuenta oficial de Resident Evil tuiteó emojis de un ratón y queso en respuesta al meme.